# 索梅萊爾峰

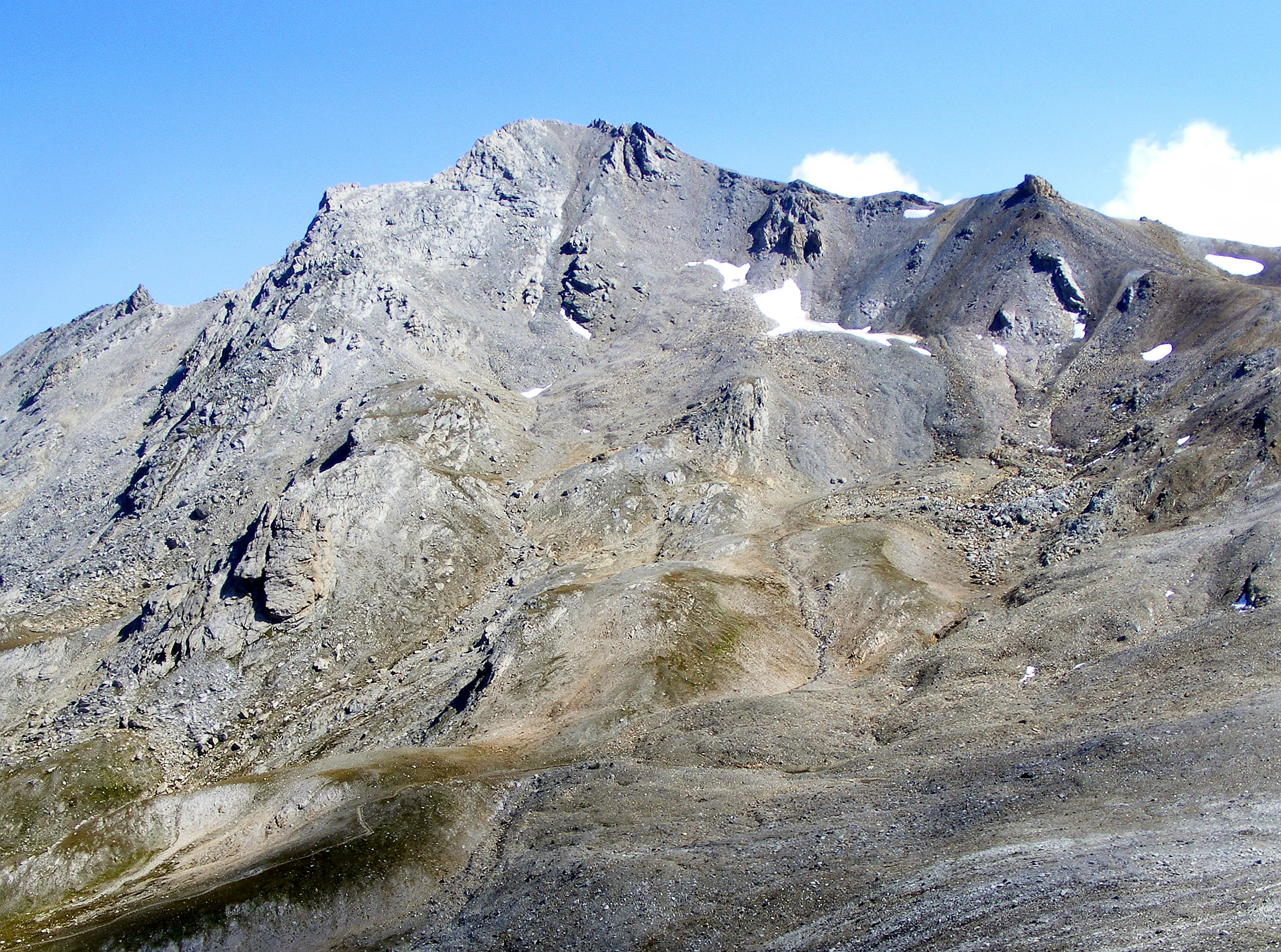

45°07′42″N 06°51′09″E / 45.12833°N 6.85250°E
索梅萊爾峰（法語：Pointe Sommeiller），是西歐的山峰，位於法國和意大利接壤的邊境，由羅訥-阿爾卑斯大區和皮埃蒙特大區負責管轄，屬於科蒂安阿爾卑斯山脈的一部分，海拔高度3,333米。